# Myotis pequinius
Myotis pequinius es una especie de murciélago de la familia Vespertilionidae.

## Distribución geográfica
Se encuentra en China.